# José Carvalho (lekkoatleta)
José de Jesus Carvalho (ur. 15 czerwca 1953 w Porto) – portugalski lekkoatleta specjalizujący się w biegach płotkarskich, dwukrotny olimpijczyk. 
W letnich igrzyskach olimpijskich uczestniczył dwukrotnie: w swoim debiucie – w Monachium (1972) – nie awansował do finałów biegu na 400 m ppł oraz sztafety 4 × 400 m. Cztery lata później, podczas olimpiady w Montrealu (1976), odniósł życiowy sukces, zajmując 5. miejsce w finale biegu na 400 m ppł (uzyskany czas: 49,94). Startował również w eliminacjach biegu na 400 m, nie zdobywając awansu do finału.
Wielokrotnie reprezentował Portugalię na mistrzostwach Europy (m.in. 1974, 1978, 1982), nie odnosząc sukcesów. Na rozegranych w 1983 r. w Barcelonie mistrzostwach ibero-amerykańskich w lekkoatletyce dwukrotnie zajął 4. miejsca: w biegu na 400 m oraz w sztafecie 4 × 400 m.
25-krotnie zdobył złote medale mistrzostw Portugalii na stadionie:
- 1 raz w biegu na 200 m (1972),
- 5 razy w biegu na 400 m (1975, 1976, 1979, 1981, 1983),
- 7 razy w biegu na 110 m ppł (1973, 1974, 1977, 1978, 1979, 1980, 1982),
- 3 razy w biegu na 200 m ppł (1971, 1972, 1973),
- 7 razy w biegu na 400 m ppł (1972, 1973, 1974, 1977, 1982, 1983, 1985),
- 2 razy w dziesięcioboju (1974, 1976).

Rekordy życiowe (stadion): 
- bieg na 400 m – 47,54 (23 lipca 1983, Lizbona)
- bieg na 400 m ppł – 49,94 (25 lipca 1976, Montreal)